# 大塚站 (東京都)
大塚站（日语：／ Ōtsuka eki */?）是東日本旅客鐵道（JR東日本）山手線的鐵路車站，位於日本東京都豐島區。
本條目同時收錄與大塚站共構的都電荒川線大塚站前停留場。

## 歷史

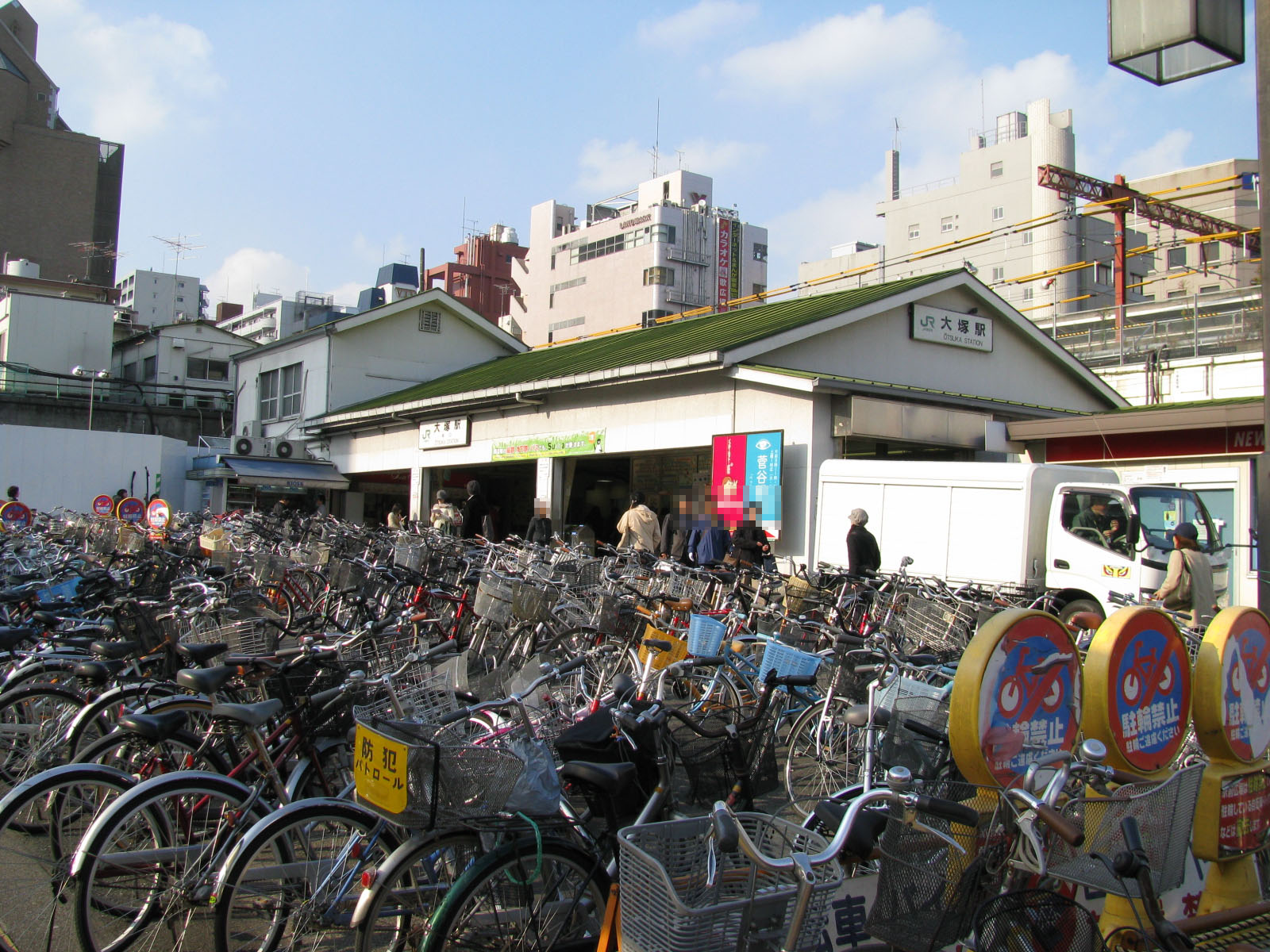
2009年拆解的舊站房（2007年12月）

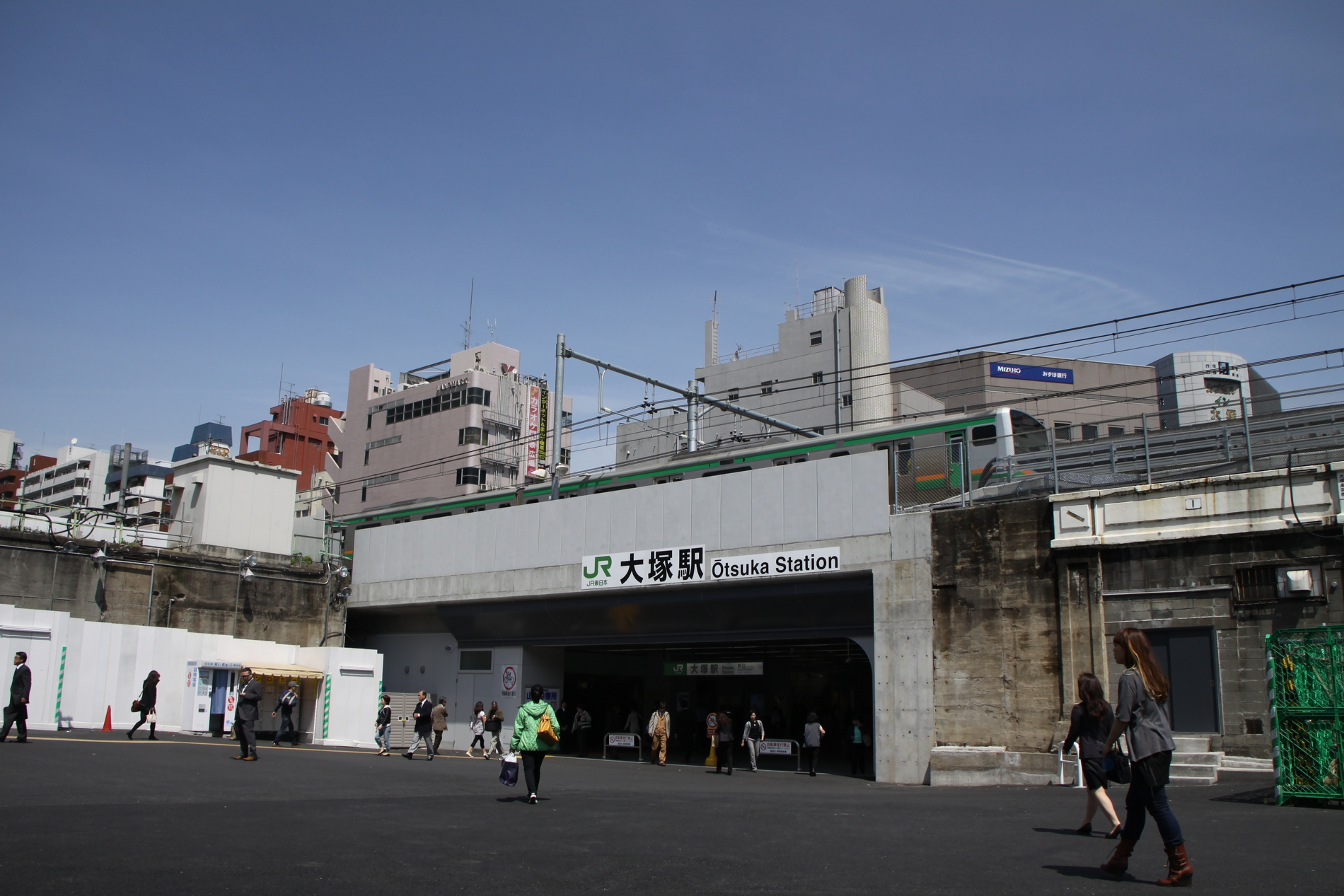
舊車站南口（2010年4月）

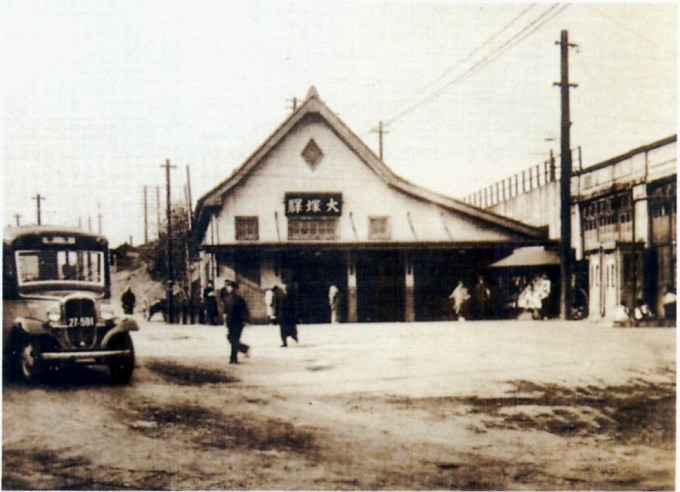
1928年至1944年間所拍攝的大塚站

山手線的大塚站是山手線（品川 - 新宿 - 赤羽）分岐至常磐線的路線通車時所設立的車站。原先計畫是在目白分岐出線路，通過現在文京區大塚（現在東京地下鐵丸之內線新大塚站附近）並設站。之後，路線改從池袋分出，因此改至現址開業，並沿用計畫時的站名。本站周邊原稱「巢鴨」（巢鴨村），站前現在有巢鴨警察署，車站周邊與西側、南側也可見到許多以「巢鴨」命名的設施。
車站開業後，「大塚」逐漸成為車站周邊的地名，1969年實施住居表示，新設現在的「南大塚」、「北大塚」。山手線沿線同樣從站名變成町名的例子還有「惠比壽」、「代代木」、「高田馬場」、「目黑」等。
東京都電的大塚站前停留場過去也有前往春日、上野廣小路方向的路線。
第二次世界大戰以前，由於百貨公司與花街的人潮，原先預定要在大塚建設地下鐵，然而大塚站一帶為低地，當時地下鐵技術無法克服，因而改至南邊地勢較高、原先大塚站預定設站處設東京地下鐵丸之內線新大塚站。

### 年表

#### JR東日本
- 1903年（明治36年）4月1日：日本鐵道車站開業。開始貨運業務。
- 1906年（明治39年）11月1日：依鐵道國有法國有化。
- 1909年（明治42年）10月12日：制定線路名稱，本站屬山手線。
- 1974年（昭和49年）10月1日：廢除貨運業務。
- 1987年（昭和62年）4月1日：國鐵分割民營化，本站為JR東日本車站。
- 2001年（平成13年）11月18日：IC卡「Suica」啟用。
- 2009年（平成21年）10月17日：南北自由通道啟用。
- 2013年（平成25年）4月20日：月台門啟用[1]。
- 2017年（平成29年）5月15日：業務委託化。成為巢鴨站的被管理站。

#### 東京都交通局
- 1911年（明治44年）8月20日：王子電氣軌道大塚站（現大塚站前停留場）開業。
- 1925年（大正14年）11月12日：東京市電大塚站前電停開業。
- 1942年（昭和17年）2月1日：東京市收購王子電氣軌道，合併為市電大塚站前電停。
- 1971年（昭和46年）3月18日：廢止大塚站前 - 錦糸町間的都電（16系統）。路線與現在都營巴士都02系統相同。
- 2007年（平成19年）3月18日：IC卡「PASMO」啟用。

## 車站結構

### 東日本旅客鐵道
島式月台1面2線的高架車站，有北口、南口2個出口。南口現在因進行改良工程整理出廣大空間。隨著改良工程的進行，2008年6月1日在池袋側設置電扶梯，之後增設電梯。2009年1月11日，新檢票口啟用，並廢除舊南口、北口與售票處，打通南口、北口的站外空間。之後站內開設餐飲店與麵包店。
2013年（平成25年），車站南口建設地上12層、地下1層的車站大樓『JR大塚南口大樓』，有複合商業設施『atre vie大塚』（2013年9月21日開幕）、運動設施、保育園、辦公室入駐。

#### 月台配置
| 月台 | 路線   | 方向 | 目的地               |
| ---- | ------ | ---- | -------------------- |
| 1    | 山手線 | 內環 | 池袋、新宿、澀谷方向 |
| 2    | 山手線 | 外環 | 田端、上野、東京方向 |

（來源：JR東日本:車站構內圖 （页面存档备份，存于））
- 繁忙時間以池袋為終點站的列車均會提示往目白、高田馬場等車站的乘客在本站換乘，避免池袋站月台過分擁擠。

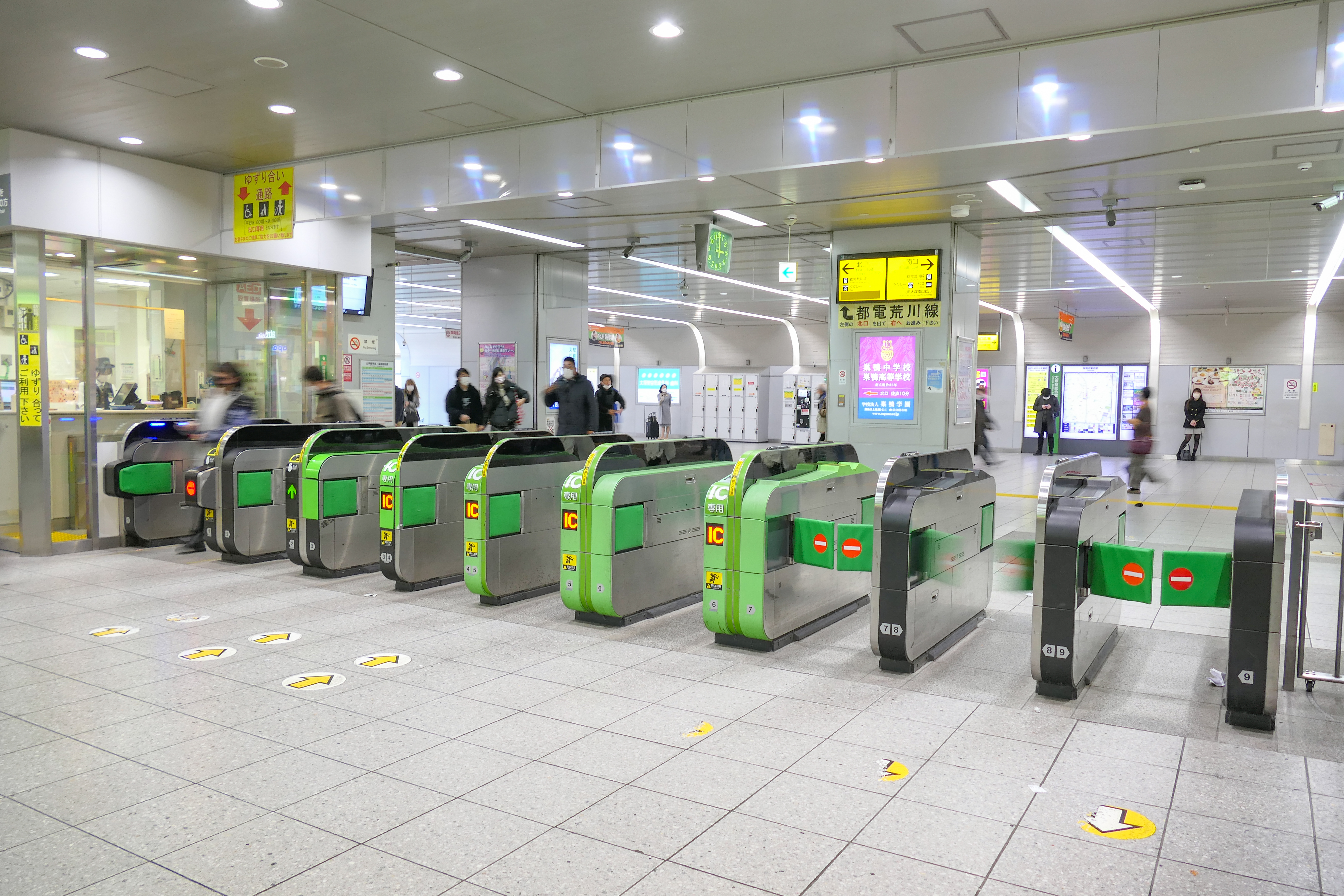
驗票口（2022年12月）
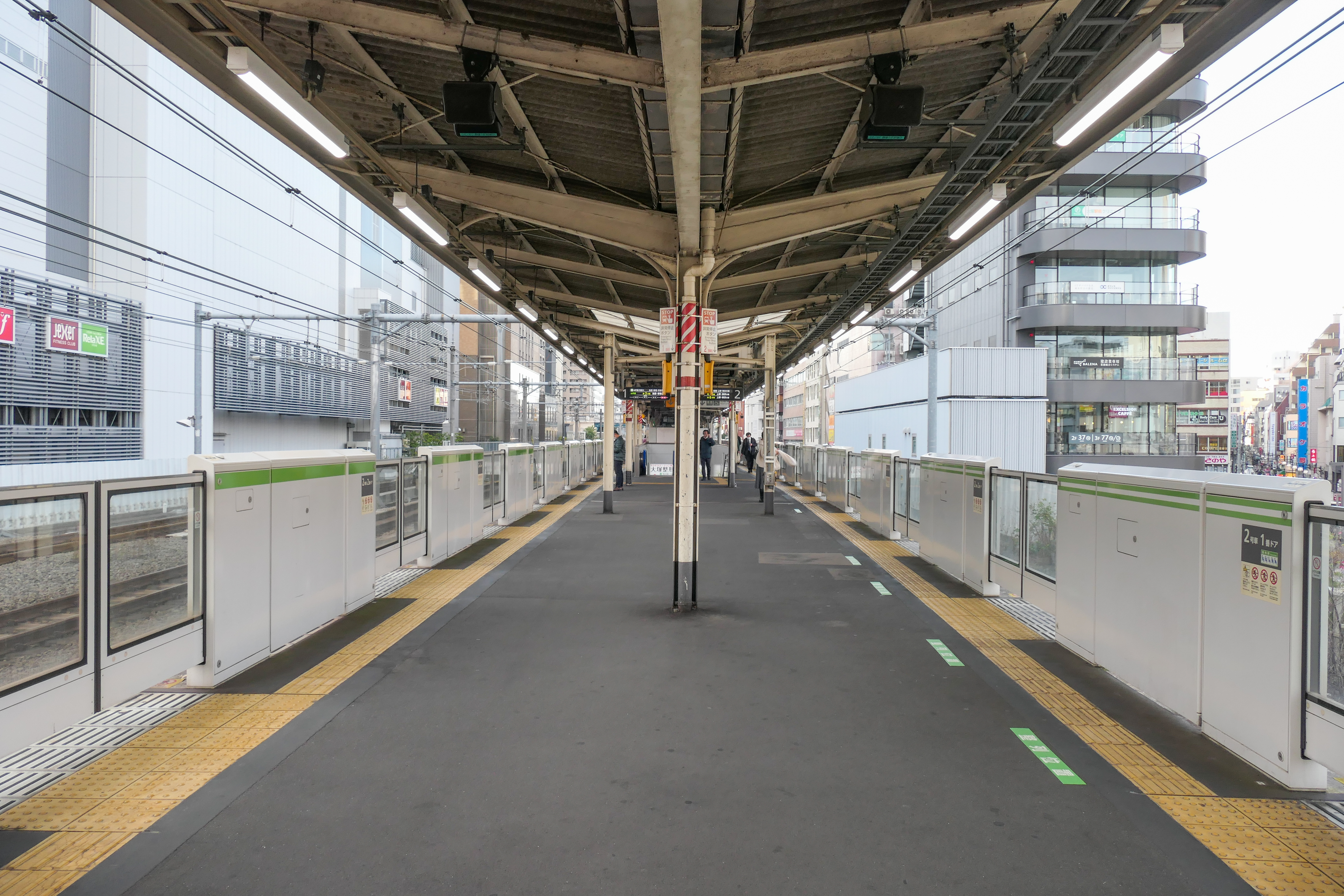
1號月台（2022年12月）

### 東京都交通局

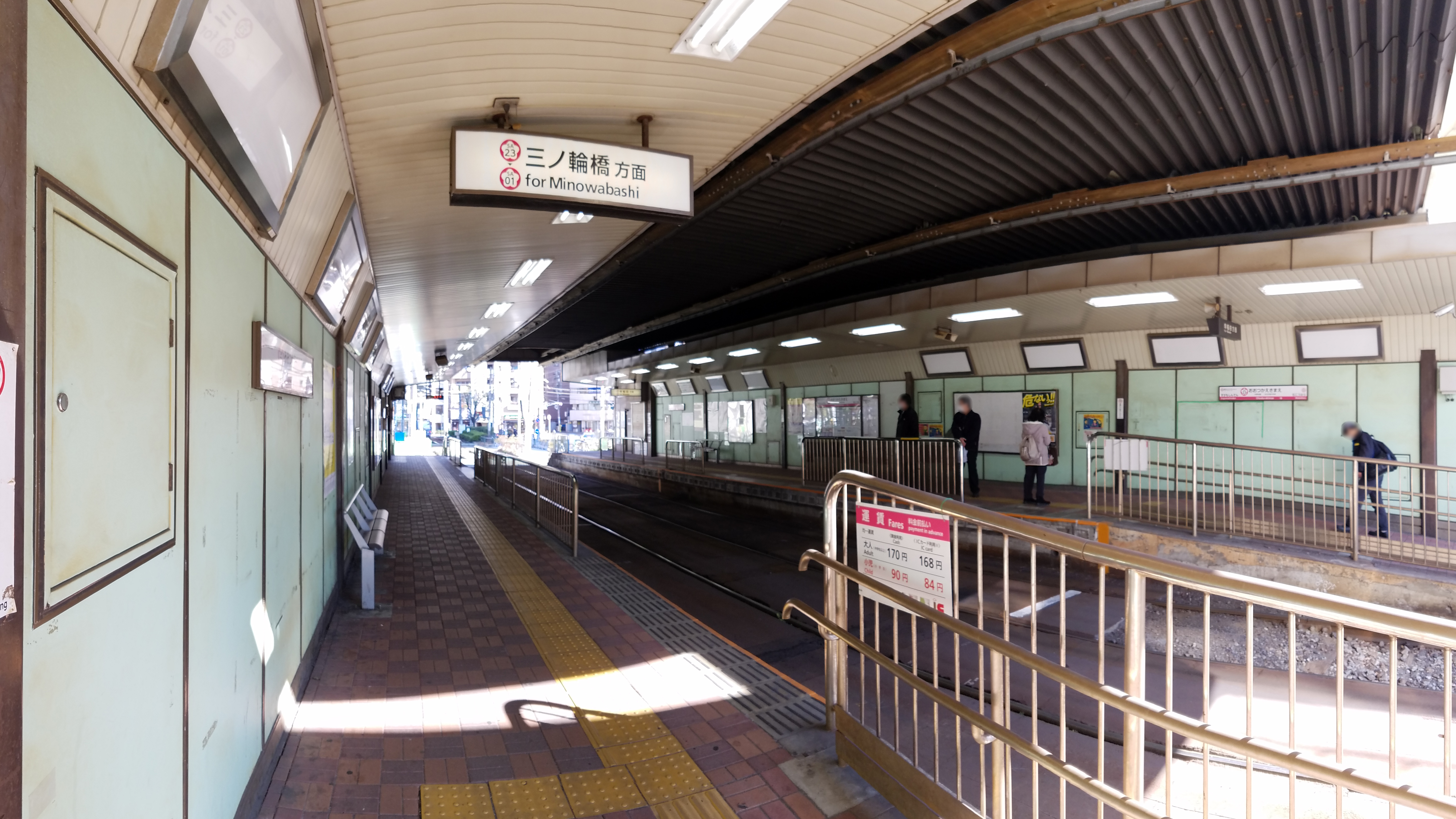
月台(2021年2月)

本站為對向式月台2面2線的地面車站。此站位於大塚站的JR高架橋下巢鴨方向。大塚站的南口、北口都可到達本停留場，事實上也可作為JR車站的自由通道，透過停留場月台來往大塚站南北兩側的人很多。
西側的軌道是上行（三之輪橋方向），東側的軌道是下行（早稻田方向）。車站的向原方向設有橫渡線。下行月台近北端設有窗口販售定期券。
| 月台 | 路線                   | 方向 | 目的地                           |
| ---- | ---------------------- | ---- | -------------------------------- |
| 東側 | 都電荒川線（東京櫻電） | 上行 | 東池袋四丁目、早稻田方向         |
| 西側 | 都電荒川線（東京櫻電） | 下行 | 王子站前、町屋站前、三之輪橋方向 |

## 利用狀況
- JR東日本 - 2019年度1日平均上車人次為58,882人[利用客数 1]。
該公司的車站當中次於東戶塚站，排行第84位。

### 各年度1日平均上車人次（1900年代 - 1930年代）
各年度1日平均上車人次數如下表。
| 年度               | 日本鐵道/ 國鐵 | 來源              |
| ------------------ | -------------- | ----------------- |
| 1903年（明治36年） | 66             | [ 東京府統計 1 ]  |
| 1904年（明治37年） | 64             | [ 東京府統計 2 ]  |
| 1905年（明治38年） | 73             | [ 東京府統計 3 ]  |
| 1907年（明治40年） | 159            | [ 東京府統計 4 ]  |
| 1908年（明治41年） | 161            | [ 東京府統計 5 ]  |
| 1909年（明治42年） | 220            | [ 東京府統計 6 ]  |
| 1911年（明治44年） | 560            | [ 東京府統計 7 ]  |
| 1912年（大正元年） | 668            | [ 東京府統計 8 ]  |
| 1913年（大正02年） | 1,023          | [ 東京府統計 9 ]  |
| 1914年（大正03年） | 1,397          | [ 東京府統計 10 ] |
| 1915年（大正04年） | 1,875          | [ 東京府統計 11 ] |
| 1916年（大正05年） | 2,528          | [ 東京府統計 12 ] |
| 1919年（大正08年） | 4,859          | [ 東京府統計 13 ] |
| 1920年（大正09年） | 6,049          | [ 東京府統計 14 ] |
| 1922年（大正11年） | 8,661          | [ 東京府統計 15 ] |
| 1923年（大正12年） | 13,495         | [ 東京府統計 16 ] |
| 1924年（大正13年） | 14,767         | [ 東京府統計 17 ] |
| 1925年（大正14年） | 15,633         | [ 東京府統計 18 ] |
| 1926年（昭和元年） | 18,305         | [ 東京府統計 19 ] |
| 1927年（昭和02年） | 19,872         | [ 東京府統計 20 ] |
| 1928年（昭和03年） | 21,876         | [ 東京府統計 21 ] |
| 1929年（昭和04年） | 20,744         | [ 東京府統計 22 ] |
| 1930年（昭和05年） | 18,826         | [ 東京府統計 23 ] |
| 1931年（昭和06年） | 16,931         | [ 東京府統計 24 ] |
| 1932年（昭和07年） | 16,051         | [ 東京府統計 25 ] |
| 1933年（昭和08年） | 16,471         | [ 東京府統計 26 ] |
| 1934年（昭和09年） | 17,251         | [ 東京府統計 27 ] |
| 1935年（昭和10年） | 17,559         | [ 東京府統計 28 ] |

### 各年度1日平均上車人次（1953年 - 2000年）
| 年度               | 國鐵/ JR東日本 | 來源              |
| ------------------ | -------------- | ----------------- |
| 1953年（昭和28年） | 25,956         | [ 東京都統計 1 ]  |
| 1954年（昭和29年） | 27,707         | [ 東京都統計 2 ]  |
| 1955年（昭和30年） | 29,701         | [ 東京都統計 3 ]  |
| 1956年（昭和31年） | 32,282         | [ 東京都統計 4 ]  |
| 1957年（昭和32年） | 34,300         | [ 東京都統計 5 ]  |
| 1958年（昭和33年） | 36,459         | [ 東京都統計 6 ]  |
| 1959年（昭和34年） | 38,738         | [ 東京都統計 7 ]  |
| 1960年（昭和35年） | 41,983         | [ 東京都統計 8 ]  |
| 1961年（昭和36年） | 43,519         | [ 東京都統計 9 ]  |
| 1962年（昭和37年） | 47,526         | [ 東京都統計 10 ] |
| 1963年（昭和38年） | 50,382         | [ 東京都統計 11 ] |
| 1964年（昭和39年） | 53,014         | [ 東京都統計 12 ] |
| 1965年（昭和40年） | 54,339         | [ 東京都統計 13 ] |
| 1966年（昭和41年） | 55,856         | [ 東京都統計 14 ] |
| 1967年（昭和42年） | 54,823         | [ 東京都統計 15 ] |
| 1968年（昭和43年） | 55,346         | [ 東京都統計 16 ] |
| 1969年（昭和44年） | 51,099         | [ 東京都統計 17 ] |
| 1970年（昭和45年） | 51,110         | [ 東京都統計 18 ] |
| 1971年（昭和46年） | 51,369         | [ 東京都統計 19 ] |
| 1972年（昭和47年） | 52,551         | [ 東京都統計 20 ] |
| 1973年（昭和48年） | 52,466         | [ 東京都統計 21 ] |
| 1974年（昭和49年） | 54,501         | [ 東京都統計 22 ] |
| 1975年（昭和50年） | 53,992         | [ 東京都統計 23 ] |
| 1976年（昭和51年） | 55,419         | [ 東京都統計 24 ] |
| 1977年（昭和52年） | 53,608         | [ 東京都統計 25 ] |
| 1978年（昭和53年） | 53,137         | [ 東京都統計 26 ] |
| 1979年（昭和54年） | 52,801         | [ 東京都統計 27 ] |
| 1980年（昭和55年） | 51,156         | [ 東京都統計 28 ] |
| 1981年（昭和56年） | 51,216         | [ 東京都統計 29 ] |
| 1982年（昭和57年） | 50,803         | [ 東京都統計 30 ] |
| 1983年（昭和58年） | 50,678         | [ 東京都統計 31 ] |
| 1984年（昭和59年） | 49,967         | [ 東京都統計 32 ] |
| 1985年（昭和60年） | 49,668         | [ 東京都統計 33 ] |
| 1986年（昭和61年） | 50,134         | [ 東京都統計 34 ] |
| 1987年（昭和62年） | 48,997         | [ 東京都統計 35 ] |
| 1988年（昭和63年） | 51,622         | [ 東京都統計 36 ] |
| 1989年（平成元年） | 52,836         | [ 東京都統計 37 ] |
| 1990年（平成02年） | 57,030         | [ 東京都統計 38 ] |
| 1991年（平成03年） | 58,828         | [ 東京都統計 39 ] |
| 1992年（平成04年） | 60,208         | [ 東京都統計 40 ] |
| 1993年（平成05年） | 59,132         | [ 東京都統計 41 ] |
| 1994年（平成06年） | 57,334         | [ 東京都統計 42 ] |
| 1995年（平成07年） | 56,377         | [ 東京都統計 43 ] |
| 1996年（平成08年） | 56,389         | [ 東京都統計 44 ] |
| 1997年（平成09年） | 56,025         | [ 東京都統計 45 ] |
| 1998年（平成10年） | 55,978         | [ 東京都統計 46 ] |
| 1999年（平成11年） | 56,231         | [ 東京都統計 47 ] |
| 2000年（平成12年） | 54,956         | [ 東京都統計 48 ] |

### 各年度1日平均上車人次（2001年以後）
| 年度               | JR東日本 | 來源              |
| ------------------ | -------- | ----------------- |
| 2001年（平成13年） | 55,198   | [ 東京都統計 49 ] |
| 2002年（平成14年） | 54,927   | [ 東京都統計 50 ] |
| 2003年（平成15年） | 54,532   | [ 東京都統計 51 ] |
| 2004年（平成16年） | 53,554   | [ 東京都統計 52 ] |
| 2005年（平成17年） | 52,510   | [ 東京都統計 53 ] |
| 2006年（平成18年） | 53,477   | [ 東京都統計 54 ] |
| 2007年（平成19年） | 53,442   | [ 東京都統計 55 ] |
| 2008年（平成20年） | 53,890   | [ 東京都統計 56 ] |
| 2009年（平成21年） | 53,295   | [ 東京都統計 57 ] |
| 2010年（平成22年） | 53,346   | [ 東京都統計 58 ] |
| 2011年（平成23年） | 51,861   | [ 東京都統計 59 ] |
| 2012年（平成24年） | 51,963   | [ 東京都統計 60 ] |
| 2013年（平成25年） | 53,142   | [ 東京都統計 61 ] |
| 2014年（平成26年） | 54,001   | [ 東京都統計 62 ] |
| 2015年（平成27年） | 55,726   | [ 東京都統計 63 ] |
| 2016年（平成28年） | 56,703   | [ 東京都統計 64 ] |
| 2017年（平成29年） | 57,330   | [ 東京都統計 65 ] |
| 2018年（平成30年） | 58,926   | [ 東京都統計 66 ] |
| 2019年（令和元年） | 58,882   |                   |

## 車站周邊

### 北口
- 警視廳巢鴨警察署（日语：巣鴨警察署）
- 豐島區東部區民事務所
- 東京都立文京高等學校（日语：東京都立文京高等学校）
- 十文字中學校、高等學校（日语：十文字中学校・高等学校）
- 巢鴨中學校、高等學校（日语：巣鴨中学校・高等学校）
- Bestsellers（日语：ベストセラーズ）廣告本部
- 東橫INN
  - 大塚站北口1
  - 山手線大塚站北口2
- 瑞穗銀行大塚支店
- 大塚站前郵便局
- 虎牌東京支店

### 南口
- 新大塚站 - 東京地下鐵丸之內線
- 東京都建設局（日语：東京都建設局）第四建設事務所
- 全日本年金者組合
- 都立大塚醫院
- 南大塚會館
- ベルクラシック（日语：Bellclassic）東京
- 新陽社（日语：新陽社）
- Bestsellers本社
- 三菱UFJ銀行大塚支店、巢鴨支店
- 里索那銀行池袋支店大塚出張所

### 南北主要道路
- 東京都道436號小石川西巢鴨線（日语：東京都道436号小石川西巣鴨線）
  - 車站南側稱「懸鈴木通」，北側稱「宮仲公園通」

## 巴士路線
過去1號乘車處設於南口站前廣場，其他設於附近道路上，在站前圓環整備後，巴士站全部集中至大塚站南口交差點。巴士站名為大塚站前。全部路線由都營巴士營運。
- 1號乘車處
  - ［都02］：往錦糸町站前、大塚二丁目
- 2號乘車處
  - ［上60］：往上野公園
- 3號乘車處
  - ［上60］：往池袋站東口

## 相鄰車站
東日本旅客鐵道（JR東日本）
 山手線
池袋（JY 13）－大塚（JY 12）－巢鴨（JY 11）
 東京都交通局
 都電荒川線（東京櫻電）
向原（SA 24）－大塚站前（SA 23）－巢鴨新田（SA 22）

## 外部連結
- 車站資訊（大塚）：東日本旅客鐵道
- 大塚站前停留場 （页面存档备份，存于） - 東京都交通局